# Observatorio de Besanzón
El Observatorio de Besanzón (Observatoire de Besançon) es un observatorio astronómico, perteneciente y operado por el Centre national de la recherche scientifique (CNRS, Centro Nacional de Investigación Científica). Está ubicado en Besanzón, Francia.
En el pasado, el Observatorio de Besanzón participaba en evaluar y calificar, movimientos de relojes Suizos, para su precisión. Como navegación marítima adoptó el uso de relojes mecánicos para soporte navegacional, por lo cual la precisión de dichos relojes se volvió más crítico. De esta necesidad desarrollaron un régimen de pruebas involucrando varios observatorios astronómicos. En Europa, el Observatorio de Neuchatel, el Observatorio de Geneva, el Observatorio de Besançon y el Observatorio de Kew fueron ejemplos de prominentes observatorios que probaban movimientos relojeros para su precisión. El proceso de pruebas duraba varios días, usualmente 45 días. Cada movimiento era probado en 5 posiciones y 2 temperaturas, en 10 series de 4 o 5 días, cada uno. Las tolerancias de error eran mucho más finas que otros estándares, incluyendo la ISO 3159. Los movimientos que pasaban las rigurosas pruebas, les era entregado un certificado del observatorio llamado Bulletin de Marche, firmado por el director del observatorio. El Bulletin de Marche especificaba los criterios de prueba y el desempeño actual del movimiento. Un movimiento con un Bulletin de Marche de un observatorio era conocido como un Cronómetro de Observatorio, y dicho cronómetro era emitido con un número de referencia del observatorio.
El rol de los observatorios en evaluar la precisión de los relojes mecánicos fue clave en llevar la industria relojera a más y más niveles de precisión. Como resultado, hoy en día los relojes mecánicos de alta calidad tienen un alto grado de precisión. Sin embargo, ningún movimiento mecánico se puede comparar con la precisión de movimientos de cuarzo.
En consecuencia, dicha certificación cesó entre 1960 y 1970, con la llegada de relojes con movimiento de cuarzo.